# 2012-es Formula–1 bahreini nagydíj
A bahreini nagydíj volt a 2012-es Formula–1 világbajnokság negyedik futama, amelyet 2012. április 20. és április 22. között rendeztek meg a bahreini Bahrain International Circuiten, Szahírban.

## Szabadedzések

### Első szabadedzés
A bahreini nagydíj első szabadedzését április 20-án, pénteken délelőtt tartották.
| helyezés | versenyző          | csapat/motor         | elért idő | különbség | futott kör |
| -------- | ------------------ | -------------------- | --------- | --------- | ---------- |
| 1        | Lewis Hamilton     | McLaren-Mercedes     | 1:33,572  | −         | 11         |
| 2        | Sebastian Vettel   | Red Bull-Renault     | 1:33,877  | +0,305    | 21         |
| 3        | Paul di Resta      | Force India-Mercedes | 1:34,150  | +0,578    | 26         |
| 4        | Nico Rosberg       | Mercedes             | 1:34,249  | +0,677    | 23         |
| 5        | Jenson Button      | McLaren-Mercedes     | 1:34,277  | +0,705    | 14         |
| 6        | Nico Hülkenberg    | Force India-Mercedes | 1:34,344  | +0,772    | 26         |
| 7        | Michael Schumacher | Mercedes             | 1:34,483  | +0,911    | 17         |
| 8        | Mark Webber        | Red Bull-Renault     | 1:34,552  | +0,980    | 22         |
| 9        | Kimi Räikkönen     | Lotus-Renault        | 1:34,609  | +1,037    | 17         |
| 10       | Romain Grosjean    | Lotus-Renault        | 1:34,847  | +1,275    | 20         |
| 11       | Sergio Pérez       | Sauber-Ferrari       | 1:35,024  | +1,452    | 22         |
| 12       | Pastor Maldonado   | Williams-Renault     | 1:35,268  | +1,696    | 24         |
| 13       | Fernando Alonso    | Ferrari              | 1:35,436  | +1,864    | 21         |
| 14       | Valtteri Bottas    | Williams-Renault     | 1:35,497  | +1,925    | 24         |
| 15       | Felipe Massa       | Ferrari              | 1:35,719  | +2,147    | 19         |
| 16       | Kobajasi Kamui     | Sauber-Ferrari       | 1:35,929  | +2,357    | 24         |
| 17       | Jean-Éric Vergne   | Toro Rosso-Ferrari   | 1:36,195  | +2,623    | 20         |
| 18       | Heikki Kovalainen  | Caterham-Renault     | 1:36,330  | +2,758    | 11         |
| 19       | Vitalij Petrov     | Caterham-Renault     | 1:36,484  | +2,912    | 18         |
| 20       | Daniel Ricciardo   | Toro Rosso-Ferrari   | 1:36,591  | +3,019    | 20         |
| 21       | Charles Pic        | Marussia-Cosworth    | 1:37,467  | +3,895    | 17         |
| 22       | Timo Glock         | Marussia-Cosworth    | 1:38,006  | +4,434    | 18         |
| 23       | Pedro de la Rosa   | HRT-Cosworth         | 1:38,877  | +5,305    | 19         |
| 24       | Narain Karthikeyan | HRT-Cosworth         | 1:39,996  | +6,424    | 23         |

### Második szabadedzés
A bahreini nagydíj második szabadedzését április 20-án, pénteken délután tartották.
| helyezés | versenyző          | csapat/motor         | elért idő  | különbség | futott kör |
| -------- | ------------------ | -------------------- | ---------- | --------- | ---------- |
| 1        | Nico Rosberg       | Mercedes             | 1:32,816   | −         | 35         |
| 2        | Mark Webber        | Red Bull-Renault     | 1:33,262   | +0,446    | 26         |
| 3        | Sebastian Vettel   | Red Bull-Renault     | 1:33,525   | +0,709    | 28         |
| 4        | Lewis Hamilton     | McLaren-Mercedes     | 1:33,747   | +0,931    | 26         |
| 5        | Michael Schumacher | Mercedes             | 1:33,862   | +1,046    | 32         |
| 6        | Jenson Button      | McLaren-Mercedes     | 1:34,246   | +1,430    | 28         |
| 7        | Kobajasi Kamui     | Sauber-Ferrari       | 1:34,411   | +1,595    | 34         |
| 8        | Fernando Alonso    | Ferrari              | 1:34,449   | +1,633    | 31         |
| 9        | Romain Grosjean    | Lotus-Renault        | 1:34,615   | +1,799    | 32         |
| 10       | Sergio Pérez       | Sauber-Ferrari       | 1:34,893   | +2,077    | 34         |
| 11       | Daniel Ricciardo   | Toro Rosso-Ferrari   | 1:34,895   | +2,079    | 29         |
| 12       | Felipe Massa       | Ferrari              | 1:34,941   | +2,125    | 30         |
| 13       | Kimi Räikkönen     | Lotus-Renault        | 1:35,183   | +2,367    | 33         |
| 14       | Jean-Éric Vergne   | Toro Rosso-Ferrari   | 1:35,229   | +2,413    | 26         |
| 15       | Pastor Maldonado   | Williams-Renault     | 1:35,459   | +2,643    | 38         |
| 16       | Vitalij Petrov     | Caterham-Renault     | 1:35,913   | +3,097    | 33         |
| 17       | Heikki Kovalainen  | Caterham-Renault     | 1:35,968   | +3,152    | 35         |
| 18       | Bruno Senna        | Williams-Renault     | 1:36,169   | +3,353    | 30         |
| 19       | Timo Glock         | Marussia-Cosworth    | 1:36,587   | +3,771    | 33         |
| 20       | Charles Pic        | Marussia-Cosworth    | 1:37,803   | +4,987    | 33         |
| 21       | Pedro de la Rosa   | HRT-Cosworth         | 1:37,812   | +4,996    | 28         |
| 22       | Narain Karthikeyan | HRT-Cosworth         | 1:39,649   | +6,833    | 27         |
| 23       | Paul di Resta      | Force India-Mercedes | idő nélkül |           | 0          |
| 24       | Nico Hülkenberg    | Force India-Mercedes | idő nélkül |           | 0          |

### Harmadik szabadedzés
A bahreini nagydíj harmadik szabadedzését április 21-én, szombaton délelőtt tartják.
| helyezés | versenyző          | csapat/motor         | elért idő | különbség | futott kör |
| -------- | ------------------ | -------------------- | --------- | --------- | ---------- |
| 1        | Nico Rosberg       | Mercedes             | 1:33,254  | −         | 14         |
| 2        | Sebastian Vettel   | Red Bull-Renault     | 1:33,401  | +0,147    | 14         |
| 3        | Mark Webber        | Red Bull-Renault     | 1:33,663  | +0,409    | 15         |
| 4        | Lewis Hamilton     | McLaren-Mercedes     | 1:33,782  | +0,528    | 16         |
| 5        | Michael Schumacher | Mercedes             | 1:33,796  | +0,542    | 16         |
| 6        | Jenson Button      | McLaren-Mercedes     | 1:33,899  | +0,645    | 14         |
| 7        | Kimi Räikkönen     | Lotus-Renault        | 1:33,976  | +0,722    | 14         |
| 8        | Daniel Ricciardo   | Toro Rosso-Ferrari   | 1:34,197  | +0,943    | 14         |
| 9        | Romain Grosjean    | Lotus-Renault        | 1:34,401  | +1,147    | 16         |
| 10       | Fernando Alonso    | Ferrari              | 1:34,895  | +1,641    | 11         |
| 11       | Pastor Maldonado   | Williams-Renault     | 1:34,918  | +1,664    | 12         |
| 12       | Jean-Éric Vergne   | Toro Rosso-Ferrari   | 1:34,977  | +1,723    | 12         |
| 13       | Sergio Pérez       | Sauber-Ferrari       | 1:35,067  | +1,813    | 17         |
| 14       | Kobajasi Kamui     | Sauber-Ferrari       | 1:35,128  | +1,874    | 14         |
| 15       | Paul di Resta      | Force India-Mercedes | 1:35,336  | +2,082    | 22         |
| 16       | Felipe Massa       | Ferrari              | 1:35,536  | +2,282    | 15         |
| 17       | Bruno Senna        | Williams-Renault     | 1:35,623  | +2,369    | 16         |
| 18       | Heikki Kovalainen  | Caterham-Renault     | 1:35,694  | +2,440    | 19         |
| 19       | Nico Hülkenberg    | Force India-Mercedes | 1:35,773  | +2,519    | 21         |
| 20       | Vitalij Petrov     | Caterham-Renault     | 1:36,532  | +3,278    | 17         |
| 21       | Charles Pic        | Marussia-Cosworth    | 1:37,267  | +4,013    | 18         |
| 22       | Timo Glock         | Marussia-Cosworth    | 1:37,654  | +4,400    | 18         |
| 23       | Pedro de la Rosa   | HRT-Cosworth         | 1:38,973  | +5,719    | 11         |
| 24       | Narain Karthikeyan | HRT-Cosworth         | 1:39,221  | +5,967    | 9          |

## Időmérő edzés
A bahreini nagydíj időmérő edzését április 21-én, szombaton futották.
| helyezés              | rajtszám | versenyző          | csapat/motor         | 1. rész  | 2. rész    | 3. rész    | rajthely |
| --------------------- | -------- | ------------------ | -------------------- | -------- | ---------- | ---------- | -------- |
| 1                     | 1        | Sebastian Vettel   | Red Bull-Renault     | 1:34,308 | 1:33,527   | 1:32,422   | 1        |
| 2                     | 4        | Lewis Hamilton     | McLaren-Mercedes     | 1:34,813 | 1:33,209   | 1:32,520   | 2        |
| 3                     | 2        | Mark Webber        | Red Bull-Renault     | 1:34,015 | 1:33,311   | 1:32,637   | 3        |
| 4                     | 3        | Jenson Button      | McLaren-Mercedes     | 1:34,792 | 1:33,416   | 1:32,711   | 4        |
| 5                     | 8        | Nico Rosberg       | Mercedes             | 1:34,588 | 1:33,219   | 1:32,821   | 5        |
| 6                     | 16       | Daniel Ricciardo   | Toro Rosso-Ferrari   | 1:33,988 | 1:33,556   | 1:32,912   | 6        |
| 7                     | 10       | Romain Grosjean    | Lotus-Renault        | 1:34,041 | 1:33,246   | 1:33,008   | 7        |
| 8                     | 15       | Sergio Pérez       | Sauber-Ferrari       | 1:33,814 | 1:33,660   | 1:33,394   | 8        |
| 9                     | 5        | Fernando Alonso    | Ferrari              | 1:34,760 | 1:33,403   | idő nélkül | 9        |
| 10                    | 11       | Paul di Resta      | Force India-Mercedes | 1:36,624 | 1:33,510   | idő nélkül | 10       |
| 11                    | 9        | Kimi Räikkönen     | Lotus-Renault        | 1:34,552 | 1:33,789   |            | 11       |
| 12                    | 14       | Kobajasi Kamui     | Sauber-Ferrari       | 1:34,131 | 1:33,806   |            | 12       |
| 13                    | 12       | Nico Hülkenberg    | Force India-Mercedes | 1:34,601 | 1:33,807   |            | 13       |
| 14                    | 6        | Felipe Massa       | Ferrari              | 1:34,372 | 1:33,912   |            | 14       |
| 15                    | 19       | Bruno Senna        | Williams-Renault     | 1:34,466 | 1:34,017   |            | 15       |
| 16                    | 20       | Heikki Kovalainen  | Caterham-Renault     | 1:34,852 | 1:36,132   |            | 16       |
| 17                    | 18       | Pastor Maldonado   | Williams-Renault     | 1:34,639 | idő nélkül |            | 21*      |
| 18                    | 7        | Michael Schumacher | Mercedes             | 1:34,865 |            |            | 22*      |
| 19                    | 17       | Jean-Éric Vergne   | Toro Rosso-Ferrari   | 1:35,014 |            |            | 17       |
| 20                    | 21       | Vitalij Petrov     | Caterham-Renault     | 1:35,823 |            |            | 18       |
| 21                    | 25       | Charles Pic        | Marussia-Cosworth    | 1:37,683 |            |            | 19       |
| 22                    | 22       | Pedro de la Rosa   | HRT-Cosworth         | 1:37,883 |            |            | 20       |
| 23                    | 24       | Timo Glock         | Marussia-Cosworth    | 1:37,905 |            |            | 23       |
| 24                    | 23       | Narain Karthikeyan | HRT-Cosworth         | 1:38,314 |            |            | 24       |
| 107%-os idő: 1:40,380 |          |                    |                      |          |            |            |          |

Megjegyzés
*5 rajthelyes büntetés váltócsere miatt

## Futam
A bahreini nagydíj futama április 22-én, vasárnap rajtolt.
| helyezés | rajtszám | versenyző          | csapat/motor         | futott kör | idő/kiesés oka | rajthely | pont |
| -------- | -------- | ------------------ | -------------------- | ---------- | -------------- | -------- | ---- |
| 1        | 1        | Sebastian Vettel   | Red Bull-Renault     | 57         | 1:35:10,990    | 1        | 25   |
| 2        | 9        | Kimi Räikkönen     | Lotus-Renault        | 57         | +3,333         | 11       | 18   |
| 3        | 10       | Romain Grosjean    | Lotus-Renault        | 57         | +10,194        | 7        | 15   |
| 4        | 2        | Mark Webber        | Red Bull-Renault     | 57         | +38,788        | 3        | 12   |
| 5        | 8        | Nico Rosberg       | Mercedes             | 57         | +55,460        | 5        | 10   |
| 6        | 11       | Paul di Resta      | Force India-Mercedes | 57         | +57,543        | 10       | 8    |
| 7        | 5        | Fernando Alonso    | Ferrari              | 57         | +57,803        | 9        | 6    |
| 8        | 4        | Lewis Hamilton     | McLaren-Mercedes     | 57         | +58,984        | 2        | 4    |
| 9        | 6        | Felipe Massa       | Ferrari              | 57         | +1:04,999      | 14       | 2    |
| 10       | 7        | Michael Schumacher | Mercedes             | 57         | +1:11,490      | 22       | 1    |
| 11       | 15       | Sergio Pérez       | Sauber-Ferrari       | 57         | +1:12,702      | 8        |      |
| 12       | 12       | Nico Hülkenberg    | Force India-Mercedes | 57         | +1:16,539      | 13       |      |
| 13       | 14       | Kobajasi Kamui     | Sauber-Ferrari       | 57         | +1:30,334      | 12       |      |
| 14       | 17       | Jean-Éric Vergne   | Toro Rosso-Ferrari   | 57         | +1:33,723      | 17       |      |
| 15       | 16       | Daniel Ricciardo   | Toro Rosso-Ferrari   | 56         | +1 kör         | 6        |      |
| 16       | 21       | Vitalij Petrov     | Caterham-Renault     | 56         | +1 kör         | 18       |      |
| 17       | 20       | Heikki Kovalainen  | Caterham-Renault     | 56         | +1 kör         | 16       |      |
| 18       | 3        | Jenson Button      | McLaren-Mercedes     | 55         | kipufogó       | 4        |      |
| 19       | 24       | Timo Glock         | Marussia-Cosworth    | 55         | +2 kör         | 23       |      |
| 20       | 22       | Pedro de la Rosa   | HRT-Cosworth         | 55         | +2 kör         | 20       |      |
| 21       | 23       | Narain Karthikeyan | HRT-Cosworth         | 55         | +2 kör         | 24       |      |
| 22       | 19       | Bruno Senna        | Williams-Renault     | 54         | kiállt         | 15       |      |
| ki       | 18       | Pastor Maldonado   | Williams-Renault     | 25         | gumidefekt     | 21       |      |
| ki       | 25       | Charles Pic        | Marussia-Cosworth    | 24         | motor          | 19       |      |
| forrás:  |          |                    |                      |            |                |          |      |

## A világbajnokság állása a verseny után
| H   | Versenyzők       | Pont | H   | Konstruktőrök        | Pont |
| --- | ---------------- | ---- | --- | -------------------- | ---- |
| 1.  | Sebastian Vettel | 53   | 1.  | Red Bull-Renault     | 101  |
| 2.  | Lewis Hamilton   | 49   | 2.  | McLaren-Mercedes     | 92   |
| 3.  | Mark Webber      | 48   | 3.  | Lotus-Renault        | 57   |
| 4.  | Jenson Button    | 43   | 4.  | Ferrari              | 45   |
| 5.  | Fernando Alonso  | 43   | 5.  | Mercedes             | 37   |
| 6.  | Nico Rosberg     | 35   | 6.  | Sauber-Ferrari       | 31   |
| 7.  | Kimi Räikkönen   | 34   | 7.  | Williams-Renault     | 18   |
| 8.  | Romain Grosjean  | 23   | 8.  | Force India-Mercedes | 17   |
| 9.  | Sergio Pérez     | 22   | 9.  | STR-Ferrari          | 6    |
| 10. | Paul di Resta    | 15   | 10. | Marussia-Cosworth    | 0    |

(A teljes táblázat)

## Statisztikák
- Sebastian Vettel 22. győzelme, 31. pole pozíciója, 10. leggyorsabb köre, 38. dobogós helyezése
- Kimi Räikkönen 63. dobogós helyezése
- Romain Grosjean 1. dobogós helyezése